# Beauregard (Ain)
Pour les articles homonymes, voir Beauregard.
Beauregard est une commune française située dans le département de l'Ain, en région Auvergne-Rhône-Alpes.

## Géographie

### Localisation et communes limitrophes
Beauregard est située sur la rive gauche de la Saône, à 35 km au nord et en amont de Lyon, sur la rive opposée de Villefranche-sur-Saône à l'ouest et à 46 km au sud-ouest de Bourg-en-Bresse.
La Saône marque la frontière naturelle à l'ouest avec Villefranche-sur-Saône. La commune de Fareins est située en amont, au nord, celle de Jassans-Riottier en aval, au sud, et celle de Frans à l'est.

### Relief et géologie
Beauregard est située au flanc d'une petite colline le long du val de Saône.
L'altitude de la mairie de Beauregard est de 180 m environ et le point le plus haut de la commune se situe à 234 m au lieu-dit La Grand Croix. La superficie de Beauregard est de 0,94 km2.

### Voies de communication et transports
La commune est desservie par la ligne 113 du réseau interurbain de l'Ain. 
La ligne relie entre autres Belleville-en-Beaujolais, Montmerle-sur-Saône, Fareins, Jassans-Riottier, Trévoux et Saint-Germain-au-Mont-d'Or avec une fréquence d'environ 1 h 30 entre chaque bus.
Ne faisant pas partie de la communauté d'agglomération Villefranche Beaujolais Saône, la commune n'est pas desservie par le réseau de transport en commun Libellule.

### Climat
Pour des articles plus généraux, voir Climat d'Auvergne-Rhône-Alpes et Climat de l'Ain.
En 2010, le climat de la commune est de type climat océanique altéré, selon une étude du CNRS s'appuyant sur une série de données couvrant la période 1971-2000. En 2020, Météo-France publie une typologie des climats de la France métropolitaine dans laquelle la commune est exposée à un climat de montagne ou de marges de montagne et est dans la région climatique Bourgogne, vallée de la Saône, caractérisée par un bon ensoleillement (1 900 h/an), un été chaud (18,5 °C), un air sec au printemps et en été et des vents faibles.
Pour la période 1971-2000, la température annuelle moyenne est de 11,9 °C, avec une amplitude thermique annuelle de 18,2 °C. Le cumul annuel moyen de précipitations est de 796 mm, avec 9,2 jours de précipitations en janvier et 6,9 jours en juillet. Pour la période 1991-2020, la température moyenne annuelle observée sur la station météorologique de Météo-France la plus proche, « Villefranche », sur la commune de Villefranche-sur-Saône à 3 km à vol d'oiseau, est de 13,1 °C et le cumul annuel moyen de précipitations est de 790,9 mm,. Pour l'avenir, les paramètres climatiques de la commune estimés pour 2050 selon différents scénarios d'émission de gaz à effet de serre sont consultables sur un site dédié publié par Météo-France en novembre 2022.

## Urbanisme

### Typologie
Au 1er janvier 2024, Beauregard est catégorisée ceinture urbaine, selon la nouvelle grille communale de densité à 7 niveaux définie par l'Insee en 2022.
Elle appartient à l'unité urbaine de Lyon, une agglomération inter-départementale dont elle est une commune de la banlieue,. Par ailleurs la commune fait partie de l'aire d'attraction de Lyon, dont elle est une commune de la couronne,. Cette aire, qui regroupe 397 communes, est catégorisée dans les aires de 700 000 habitants ou plus (hors Paris),.

### Occupation des sols
L'occupation des sols de la commune, telle qu'elle ressort de la base de données européenne d’occupation biophysique des sols Corine Land Cover (CLC), est marquée par l'importance des territoires artificialisés (47 % en 2018), une proportion sensiblement équivalente à celle de 1990 (46,9 %). La répartition détaillée en 2018 est la suivante : 
zones agricoles hétérogènes (39,3 %), zones urbanisées (28,9 %), espaces verts artificialisés, non agricoles (18,1 %), eaux continentales (8,9 %), terres arables (4,8 %).
L'évolution de l’occupation des sols de la commune et de ses infrastructures peut être observée sur les différentes représentations cartographiques du territoire : la carte de Cassini (XVIIIe siècle), la carte d'état-major (1820-1866) et les cartes ou photos aériennes de l'IGN pour la période actuelle (1950 à aujourd'hui).

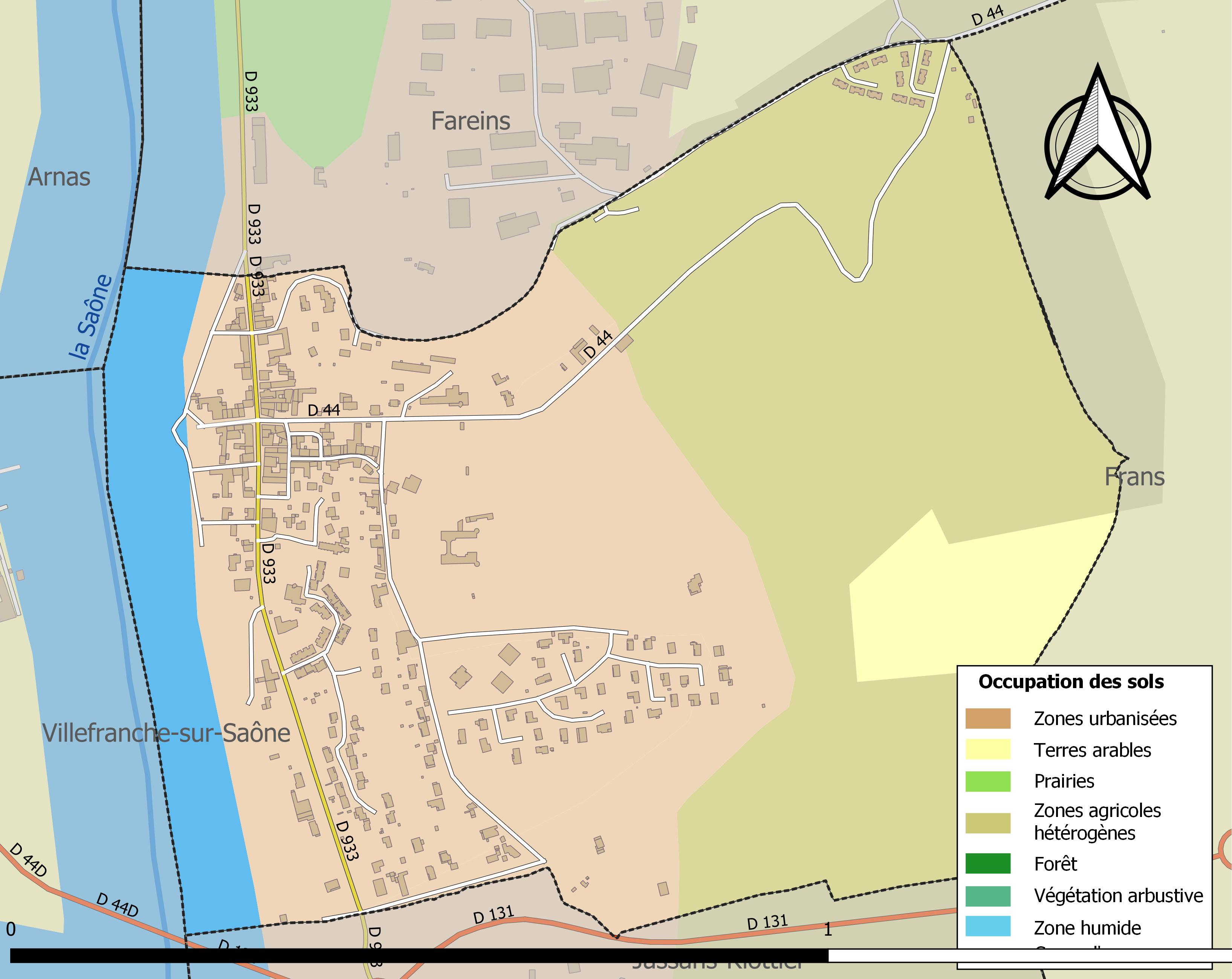
Carte des infrastructures et de l'occupation des sols de la commune en 2018 (CLC).

## Toponymie
Le nom de la localité est attesté sous la forme de la phrase « de bello regardo, parrochie Montagniaci » en 1436. Sa traduction depuis le latin nous donne « à propos de ce qui concerne la guerre, paroisse de Montagnac. »
L'origine de ce toponyme est donc probablement une francisation de « Bellum Regardum », c'est-à-dire « qui concerne la guerre », ayant entraîné un glissement sémantique vers « beau à regarder » ou encore « disposant d'une belle vue ».

## Histoire

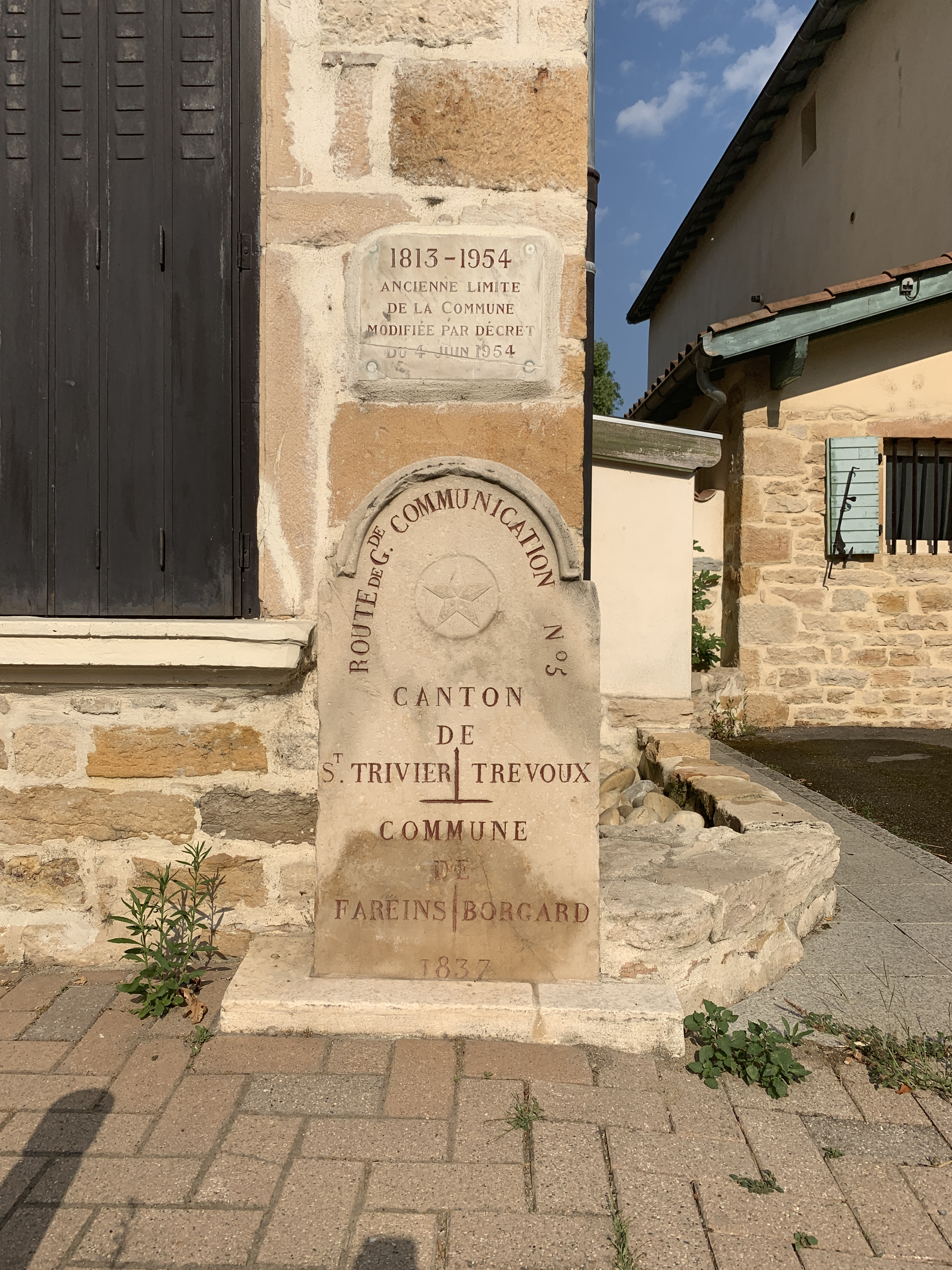
Borne de l'ancienne limite entre Fareins et Beauregard.

La paroisse est sous le vocable de saint François d'Assise. Le chapitre métropolitain de Lyon nommait à la cure.
Vers 1290, Gui de Chabeu, seigneur de Saint-Trivier-en-Dombes, fait bâtir, au sommet de la colline qui domine cette commune, un château qu'il appelle, à raison de sa situation, « Belregard ».
À l'ombre de ce château se forme un petit village qui dépend pour le spirituel des paroisses de Frans et de Jassans. Le village s'étend, se peuple et prend de l'importance aux XIVe et XVe siècles. Ses habitants demandent, en 1544, l'autorisation d'y élever une chapelle, ce que leur concèdent les chanoines comtes de Lyon, qui leur octroient en outre des fonts baptismaux, un tabernacle, des cloches et un cimetière. Telle est l'origine de la paroisse de Beauregard.
Vers 1050, la seigneurie est donnée à Guichard II de Beaujeu par Artaud-le-Blanc, vicomte de Mâcon.
Vers 1260, pour protéger Villefranche de la maison de Savoie, Guichard de Beaujeu, seigneur de la Dombes, demande à son vassal Gui de Chabeu, seigneur de Saint-Trivier-en-Dombes, de construire un château fort sur la rive opposée, au-dessus de la Saône. Beauregard tire son nom au milieu du XIXe siècle du château alors bâti en 1290 sur les hauteurs mais le nom de la commune était à l'origine Fareins-lès-Beauregard. l'église de Lyon revendique le fief. Sa possession entraîne des luttes répétées au cours du XIVe siècle, le château est saccagé à plusieurs reprises et en 1337, la toiture est refaite en pierre et en tuiles. Le château de Beauregard devient alors le siège de la justice en Dombes jusqu'en 1400.
Le 23 juin 1400, Édouard II, sire de Beaujeu, donne la seigneurie à Louis II, duc de Bourbon. Marie de Berry, duchesse de Bourbon, le fait aménager en 1420 pour y habiter. La fortification est réparée et renforcée en 1465. La justice de Dombes y revient de 1484 à 1502 sous Pierre II de Bourbon qui, avec sa femme Anne de Beaujeu, rénove l'édifice.
Confisqué par François Ier, le château est racheté par le prince de Dombes en 1572. En 1699, le duc du Maine, souverain de Dombes y installe une fabrique de glaces (Saint Gobain), qui ferme en 1735. Vendu en 1725 à Pierre de Sève, baron de Fléchères, il est désaffecté et tombe en ruine. En 1860, Henry Bouchet, fils de Pierre-Albert Bouchet, ancien député de l'Ain et propriétaire d'un château à Fareins, le rachète.
Un violent incendie ravage une très grande partie du village, très peu d'anciennes maisons sont épargnées mais il est rapidement reconstruit. La restauration des boiseries, orfèvreries et peintures commence au XIXe siècle et continue au début du XXIe siècle.[Quoi ?]
Par décret du 4 juin 1954, le hameau du Marronnier appartenant à la commune de Fareins, est transféré à Beauregard.

## Politique et administration

### Découpage territorial
La commune de Beauregard est membre de la communauté de communes Dombes Saône Vallée, un établissement public de coopération intercommunale (EPCI) à fiscalité propre créé le 1er janvier 2014 dont le siège est à Trévoux. Ce dernier est par ailleurs membre d'autres groupements intercommunaux.
Sur le plan administratif, elle est rattachée à l'arrondissement de Bourg-en-Bresse, au département de l'Ain et à la région Auvergne-Rhône-Alpes. Sur le plan électoral, elle dépend du canton de Trévoux pour l'élection des conseillers départementaux, depuis le redécoupage cantonal de 2014 entré en vigueur en 2015, et de la deuxième circonscription de l'Ain pour les élections législatives, depuis le dernier découpage électoral de 2010.

### Administration municipale
| Période                                  | Période      | Identité        | Étiquette | Qualité   |
| ---------------------------------------- | ------------ | --------------- | --------- | --------- |
| 1983                                     | 1996 (décès) | Pierre Gobin    |           |           |
| 1996                                     | 2001         | André Deville   |           |           |
| 2001                                     | 2014         | Maryse Decote   |           |           |
| 2014                                     | 2024         | Daniel Dompoint | SE        | Retraité  |
| janvier 2024                             | En cours     | Nadia Guyon     |           | Retraitée |
| Les données manquantes sont à compléter. |              |                 |           |           |

## Démographie
L'évolution du nombre d'habitants est connue à travers les recensements de la population effectués dans la commune depuis 1793. Pour les communes de moins de 10 000 habitants, une enquête de recensement portant sur toute la population est réalisée tous les cinq ans, les populations de référence des années intermédiaires étant quant à elles estimées par interpolation ou extrapolation. Pour la commune, le premier recensement exhaustif entrant dans le cadre du nouveau dispositif a été réalisé en 2004.

En 2022, la commune comptait 826 habitants, en évolution de −6,67 % par rapport à 2016 (Ain : +5,15 %, France hors Mayotte : +2,11 %).
| 1793 | 1800 | 1806 | 1821 | 1831 | 1836 | 1841 | 1846 | 1851 |
| ---- | ---- | ---- | ---- | ---- | ---- | ---- | ---- | ---- |
| 278  | 283  | 307  | 329  | 346  | 325  | 353  | 350  | 371  |

| 1856 | 1861 | 1866 | 1872 | 1876 | 1881 | 1886 | 1891 | 1896 |
| ---- | ---- | ---- | ---- | ---- | ---- | ---- | ---- | ---- |
| 354  | 362  | 337  | 334  | 354  | 310  | 302  | 251  | 223  |

| 1901 | 1906 | 1911 | 1921 | 1926 | 1931 | 1936 | 1946 | 1954 |
| ---- | ---- | ---- | ---- | ---- | ---- | ---- | ---- | ---- |
| 251  | 285  | 262  | 220  | 220  | 240  | 257  | 276  | 392  |

| 1962 | 1968 | 1975 | 1982 | 1990 | 1999 | 2004 | 2006 | 2009 |
| ---- | ---- | ---- | ---- | ---- | ---- | ---- | ---- | ---- |
| 514  | 584  | 531  | 666  | 868  | 817  | 892  | 895  | 869  |

| 2014 | 2019 | 2022 | - | - | - | - | - | - |
| ---- | ---- | ---- | - | - | - | - | - | - |
| 886  | 829  | 826  | - | - | - | - | - | - |

## Culture locale et patrimoine

### Lieux et monuments
- Château de Beauregard, chef-lieu de châtellenie, fondé par Gui de Chabeu vers 1290[25], reconstruit au XIXe siècle. Une manufacture de glaces et cristaux s'y trouvait jusque 1735.
- Église Saint-François-d'Assise. Son porche est classé au titre des monuments historiques depuis 1996.
- Pont suspendu de Beauregard. Il est inscrit[26] à l'Inventaire général du patrimoine culturel. Il date du XIXe siècle.

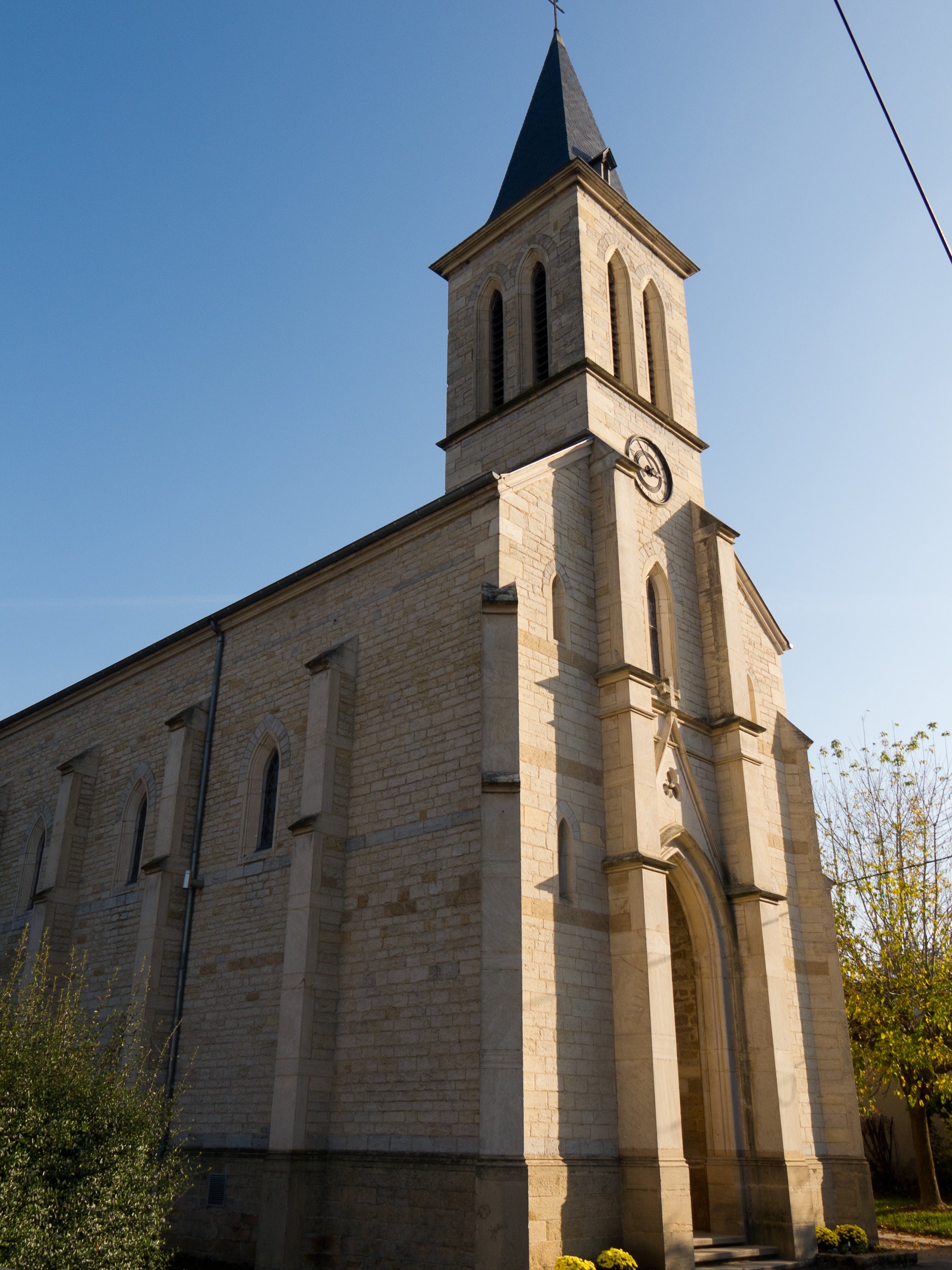
Église Saint-François-d'Assise de Beauregard.
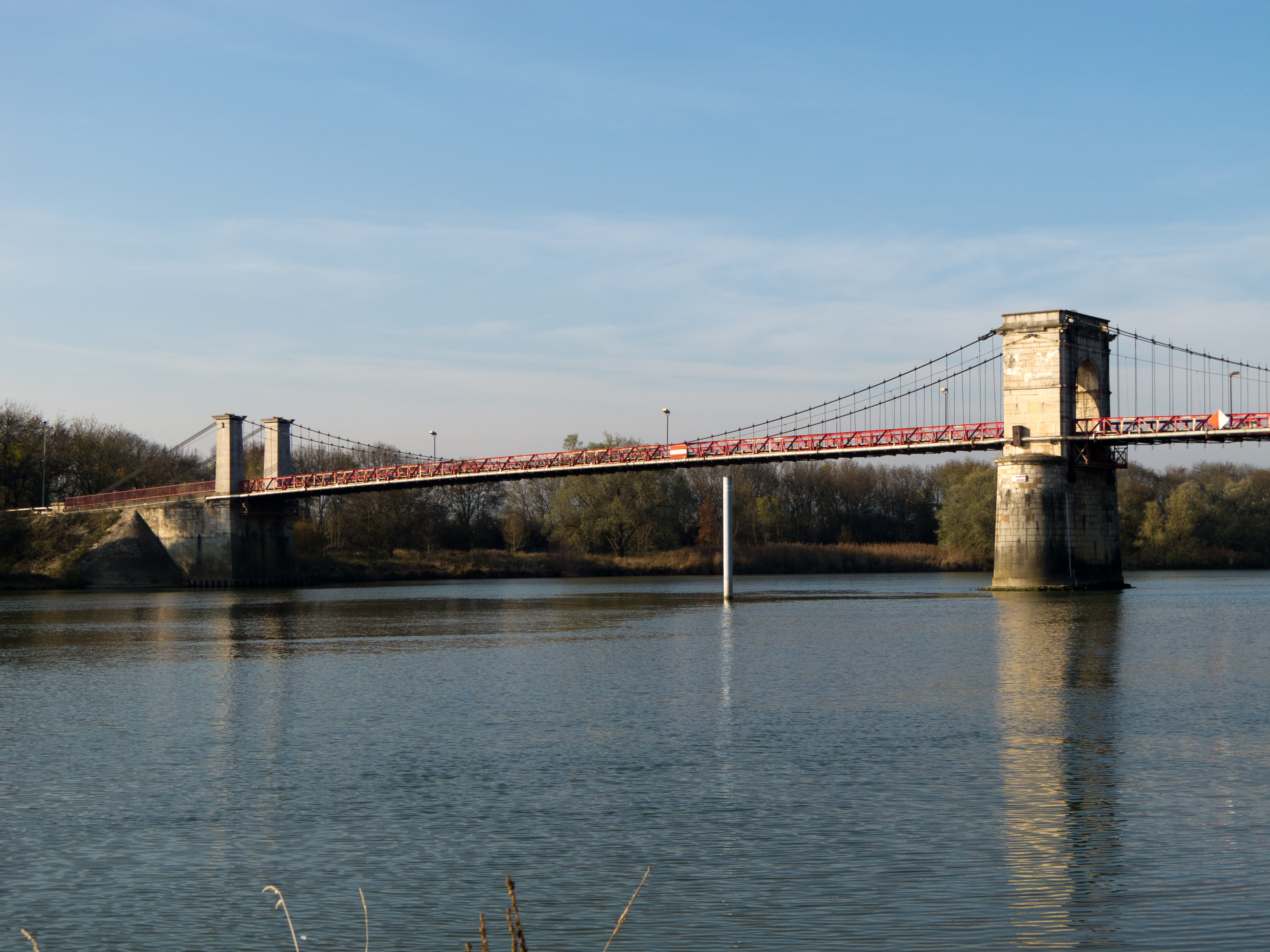
Pont suspendu de Beauregard.
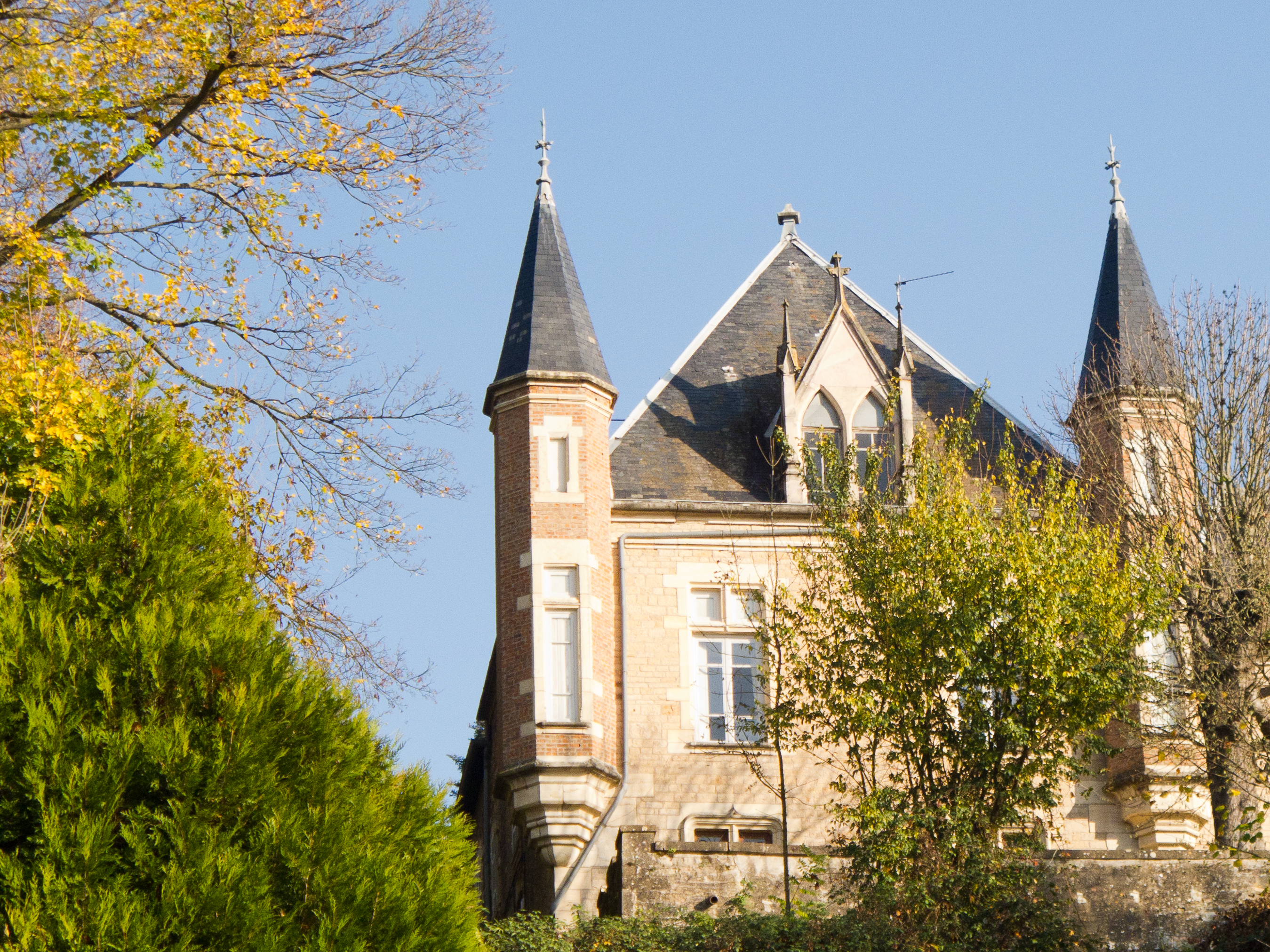
Château de Beauregard.
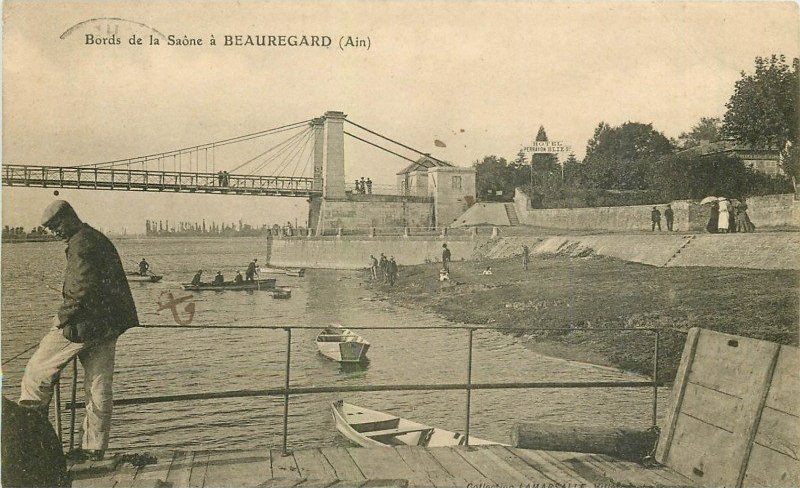
Bords de la Saône (1907). Hôtel Perrayon Blie.

### Personnalités liées à la commune
- Victor Vermorel (1848 - 1927), auteur d'ouvrages sur le vin et la vigne et sénateur du Rhône de 1909 à 1920, est né à Beauregard.
- Maurice Baquet (acteur, violoncelliste) (1911 - 2005), violoncelliste virtuose, alpiniste, acteur de théâtre et de cinéma français, est enterré à Beauregard.